# Facultad de Ciencias Biológicas (Universidad Nacional Pedro Ruiz Gallo)
La Facultad de Ciencias Biológicas de la Universidad Nacional Pedro Ruiz Gallo (siglas: FCCBB) es la unidad académica de dicha universidad dedicada a la formación de profesionales e investigadores en las Ciencias Biológicas. 
En la actualidad, la Facultad de Ciencias Biológicas está dirigida por el MSc. Jorge Luis Chanamé Céspedes  y forma a más de 500 estudiantes en pregrado, distribuidos en las especialidades de Biología, Microbiología y parasitología, Botánica y Biología Pesquera.

## Organización académico-administrativa
La Facultad de Ciencias Biológicas, tiene como órgano de gobierno al Consejo de Facultad presidido por la Decana, Dra. Adela Chambergo Llontop, conformado además por docentes y estudiantes.

### Escuela Académico-Profesional
La Escuela Académico-Profesional es la unidad encargada de la formación de los estudiantes en la carrera profesional de Biología. En esta Facultad, solo existe una escuela de formación profesional, con cuatro Departamentos Académicos:

#### Departamento Académico de Biología
Encargada de la formación de profesionales en 
- Áreas de Biología celular y medio ambiente
- Evaluación de Biodiversidad y Gestión Ambiental
- Formación para las áreas:

1. Biología Molecular
2. Enfermedades genéticas
3. Enfermedades de metabolismo
4. Genética forense

- Elaborar proyectos y resolver problemas medioambiente

#### Departamento Académico de Microbiología y parasitología
Encargada de la formación de profesionales en:
- Análisis Microbiológico, Parasitológicos y Análisis Clínicos
- Control de calidad en alimentos procesados
- Biotecnología microbiana
- Producción de vacunas y productos biológicos
- Ecología microbiana
- Diseño y desarrollo de propuestas, como alternativas de solución a la problemática en tema de salud, medioambiente, industrias.

#### Departamento Académico de Botánica
Encargada de la formación de profesionales en:
- Taxonomía
- Evaluación florística y biodiversidad, recursos fitogenéticos, etnobotánica y plantas medicinales
- Biotecnología vegetal

#### Departamento Académico de Pesquería y Zoología
Encargada de la formación de profesionales en:
- Recursos acuáticos
- Control de calidad ambiental limnológica, oceanográfica
- Desarrollo de proyectos en psicultura y maricultura
- Gestión y toma de decisiones en el desarrollo de las poblaciones que se dedican a la actividad pesquera
- Evaluación y administración de recursos marinos